# Estado social

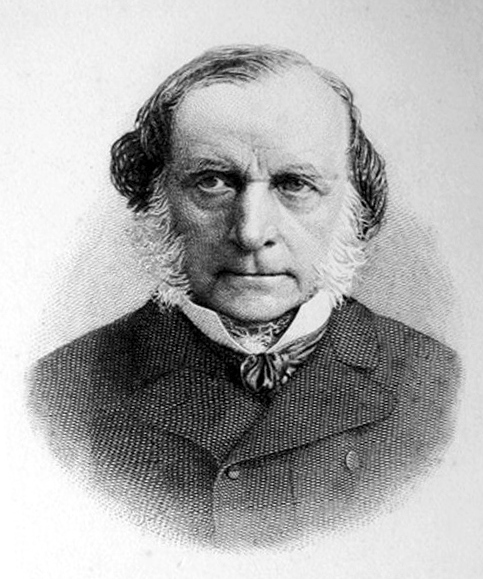
Lorenz von Stein, principal ideólogo que puso en mesa el concepto de Estado social en la Prusia de Otto von Bismarck.

Estado social es un concepto propio de la ideología o bagaje cultural político alemán. El concepto surge durante la Prusia de Otto von Bismarck (mediados del siglo XIX), como propuesta del ideólogo Lorenz von Stein, interesado, de manera paralela a Karl Marx, en que se pudieran mejorar las condiciones de vida de la clase trabajadora de su época. En su trabajo, Von Stein, abogaba porque se lograra un mínimo necesario que garantizara una vida digna para los obreros, al mismo tiempo que ponía en tela de juicio el sistema capitalista de producción. El Estado Social será asociado como cercano o incluso sinónimo del término «Estado del bienestar», propuesto por William Temple, en 1941, con el nombre de welfare state, a través del que se proponía la idea de un «pleno empleo» y desde el que se hablaba de la necesidad de garantizar un subsidio para el trabajador que ayudase a erradicar la pobreza dentro del Estado. En la actualidad forma las bases político-ideológicas del sistema de economía social de mercado. En términos más recientes, incorpora a su propia denominación el concepto de Estado de derecho, dando lugar a la expresión Estado de derecho social (sozialer Rechtsstaat), y también al concepto de Estado democrático, dando lugar a la expresión Estado social y democrático de derecho.

## Introducción
Se considera que el Estado social es un sistema sociopolítico económico definido por un conjunto de condiciones jurídicas, políticas y económicas. En términos generales la mayor parte de los autores de filosofía del derecho concuerdan en que un Estado social de derecho se propone fortalecer servicios y garantizar derechos, considerados esenciales para mantener el nivel de vida necesario para participar como miembro pleno en la sociedad. Entre esas condiciones se citan generalmente:[cita requerida]
- Asistencia sanitaria.
- Salud.
- Educación pública.
- Trabajo y vivienda dignos.
- Indemnización de desocupación, subsidio familiar.
- Acceso práctico y real a los recursos culturales: (bibliotecas, museos, tiempo libre).
- Asistencia para personas con discapacidad y adultos mayores.
- Defensa del ambiente natural.
- Asistencia social.
- Defensa jurídica y asistencia legal.
- Garantiza los denominados derechos sociales mediante su reconocimiento en la legislación.

Provee la integración de las clases sociales menos favorecidas, evitando la exclusión y la marginación, a través de la compensación de las desigualdades y de la redistribución de la renta por medio de los impuestos y el gasto público. Utiliza instrumentos como los sistemas de educación y sanidad (en mayor o menor grado públicos y controlados por el Estado, obligatorios, universales, gratuitos y subvencionados), financiados con cotizaciones sociales. Se tiende a la intervención en el mercado y la planificación de la economía, todo ello en contra de los principios del liberalismo clásico.
En la práctica política, tanto el Estado social como la economía social de mercado son a menudo confundidos con el estado del bienestar (welfare state). Esta confusión es a veces natural, producto de la confluencia en ambos proyectos de historia, resultados, intereses (véase Estado del bienestar: Historia), e incluso medios (véase Economía del bienestar), pero a veces parece intencional, debido a consideraciones ideológicas o de debate. Es relevante notar que en el idioma alemán hay dos palabras (Sozialstaat y Wohlfahrtsstaat) que se pueden traducir al inglés como welfare state. Sin embargo, hay entre ellas una distinción sutil pero importante: Sozialstaat es un principio (Sozialstaatsprinzip), mientras que Wohlfahrtsstaat es una política:

In der Politikwissenschaft wird der Terminus Wohlfahrtsstaat zum Teil abweichend verwendet und gilt als vorwiegend empirische Kategorie zur vergleichenden Analyse der Aktivitäten moderner Staaten.
'En la ciencia política, el término Estado de bienestar tiene en parte usos o significados distintos, y se considera que es principalmente una categoría empírica para el análisis comparativo de las actividades de los Estados modernos.'

## Orígenes y evolución del término
El concepto del Estado social fue introducido por el economista, sociólogo y analista político alemán -considerado conservador- Lorenz von Stein como una manera de evitar la revolución. Von Stein postuló que la sociedad ha dejado de constituir una unidad, debido a la existencia de clases, lo que facilita que los individuos persigan sus propios intereses a costa de los del resto, terminándose con Estados opresivos o dictatoriales. En esas circunstancias, puede haber una revolución. Pero esa revolución sólo llevará a una nueva dictadura. La solución es, en su opinión, un Estado social, es decir, un Estado que inicie una reforma a fin de mejorar la calidad de la vida de las clases "bajas", evitando así, en sus palabras, «el proceso de las clases que buscan ascender socialmente» (der soziale Prozeß der aufsteigenden Klassenbewegung). Lo anterior se lograría a través de una «monarquía social».
Sin embargo, algunos autores, encuentran antecedentes anteriores en la monarquía prusiana del despotismo ilustrado, a partir de Federico II el Grande de Prusia. Por ejemplo, la "landrecht" de Federico Guillermo II establecía que el "Estado sería considerado el protector natural de las clases pobres". 
Von Stein escribió, en la misma época que Hegel, la de la reacción absolutista a la Revolución francesa. Periodo que en Alemania coincidió con el reinado de Federico Guillermo III. Hegel es generalmente considerado el más avanzado exponente del conservatismo político, la antítesis del liberalismo, debido a la proposición que una comunidad es definida por un "espíritu común", que en su opinión era un número de principios morales que existen a priori (o por sobre) la comunidad misma. En su visión, la legitimidad de un Estado depende de la implementación de tales principios, más que en representar los intereses de los miembros particulares de la misma. Hegel ha sido a menudo acusado de sustituir el Pluralismo (política) y la libertad de la sociedad por la uniformidad impuesta de una entidad metafísica superior a todos y cada uno: el Estado "supra-individual".
Tanto von Stein como Hegel postulan una sociedad que constituye una especie de organismo, literalmente con espíritu o vida real, independiente de los individuos o incluso de cualquier generación en particular. Para Hegel ese espíritu "del pueblo o nación" (Volksgeist, entendido como espíritu de una nación a través de las generaciones) se concretiza en un individuo particular, el que incorpora o da realidad a ese espíritu. Ese individuo es el monarca absoluto pero constitucional, en el sentido que es el volksgeist lo que da origen a toda ley y toda constitución: el monarca, personificando ese volksgeist, es la ley y, por lo tanto, no solo la constitución, pero la mejor forma de constitución posible.
Adicionalmente, para von Stein, el Estado consiste de dos componentes centrales que se deben complementar: la Constitución y la Administración -este último término en un sentido general: por ejemplo, la libertad y bienestar que la constitución establece debe ser implementada también al nivel práctico por el brazo administrativo. Lo que significa que debe haber una "administración social" que permita a los individuos ejercer esos derechos y gozar en realidad de esas garantías que la constitución promete. "Para Stein, el Estado tiene que garantizar la libertad del individuo no solamente contra las amenazas de otros individuos o de los propios agentes públicos, sino también contra la arbitrariedad de los desarrollos socioeconómicos" (ver Cameralismo).
Estas tendencias alcanzaron su apogeo posteriormente, con Otto von Bismarck, quien ha sido considerado un ardiente monarquista y nacionalista, el último representante del despotismo ilustrado, y al mismo tiempo como el padre fundador de la Alemania moderna (véase Unificación de Alemania).
Bismarck introdujo, motivado por un deseo de evitar el ascenso de los socialdemócratas-comunistas (en ese momento no se había producido aún tal escisión dentro del movimiento obrero marxista, únicamente separado de la rama anarquista-bakuninista), una serie de reformas que él llamó "cristianismo aplicado". Posteriormente se refirió al proyecto como "Socialismo de Estado" observando, proféticamente, que "es posible que todas nuestras políticas se deshagan cuando yo muera, pero el Socialismo de Estado perdurará" (Der Staatssozialismus paukt sich durch).
Algunos se han referido al sistema bismarckiano -que perduró sin modificaciones mayores en Alemania hasta el fin de la Primera Guerra Mundial- como "revolución desde arriba", "Reformismo de derecha" o "Estado de Bienestar Conservador".
Marx llamó a este proyecto "socialismo del Gobierno real prusiano". (véase también "Crítica al programa de Gotha") También ha sido denunciado como "Capitalismo de Estado", dado que en ese sistema el Estado no busca controlar, sino regular lo que son esencialmente empresas capitalistas.
Respecto al aspecto legal del Estado social del derecho que se empieza a hacer evidente en el periodo, hay que tener en cuenta que históricamente este concepto fue precedido por el concepto de Rechtsstaat (ver Estado de derecho) también parte esencial del bagaje cultural, institucional e ideológico alemán, concepto que se puede ver como íntimamente ligado al concepto inglés de "Rule of Law" y al hispano Imperio de la ley. Este Estado de Derecho, como concepto filosófico se remonta, en la ideología alemana, directamente al concepto kantiano acerca del deber ser social. Esta concepción se puede percibir como un "sobredimensionamiento" de la función de la ley, con dos elementos para la organización de la política y de la sociedad: Primero, la ley como mecanismo civilizador y de progreso. El segundo es el principio regulador o de "legalidad": la ley aparece como el instrumento más adecuado para organizar una determinada forma de sociedad y su Estado. 
A pesar de que para Kant el principio se puede resumir como "discutid tanto como queráis, pero obedeced (a la autoridad real)", en la actualidad, Estado de Derecho se entiende como significando que tanto el Estado como la sociedad deben estar sometidos a la Ley (ver "Legalidad administrativa" en Principio de legalidad).
Después del fin de la Primera Guerra Mundial, durante el periodo de la República de Weimar se continúa con el concepto paternalista del Estado social. En general, y a pesar de algunas modificaciones -tales como la introducción, en principio, de una Constitución y un sistema federal- simplemente se reemplaza la monarquía con una república, manteniéndose, por ejemplo, el principio de la primacía del poder central ( ejecutivo) sobre el legislativo y el judicial (por ejemplo, el "canciller" podía intervenir o modificar decisiones de los otras ramas del estado por "motivos de estado"). 
Durante ese periodo, y como consecuencia de las grandes crisis económicas y políticas del periodo, dos concepciones se empiezan a delinear en Alemania. 
La primera, volviendo a las concepciones nacionalistas y de orden de Bismarck, propone disciplina y control social estricto a fin de producir crecimiento y bienestar económico (ver Movimiento Revolucionario Conservador), que termina dando origen al proyecto nacionalsocialista. Esta visión transforma el sentido de la nación generadora del "volkgeist" de ser una comunidad definida por principios morales o legales (de nacimiento en una determinada jurisdicción) a una relación étnica o racial dando así origen a la acusación que el antisemitismo de los nazis es culturalmente inspirado, producto de ese mismo "volkgeist".
La visión alternativa, que puede ser llamada del liberalismo conservador, se encuentra en la escuela de Friburgo, (véase también ordoliberalismo) resalta la importancia que el derecho sea no solo garante del orden social en el sentido de reglar a los gobernados y regular la conducta gubernamental o estatal sino también la relación entre individuos, empresas y grupos de poder en un mercado libre estableciendo así las bases para el Estado social de derecho moderno. 
Con posterioridad a la Segunda Guerra Mundial, varios políticos que constituyeron la oposición de derecha de inspiración cristiana y basándose en las visiones de la escuela de Friburgo, vuelven a las raíces hegelianas del concepto, pero reinterpretan el contenido moral del Estado social, buscando reemplazar tanto el nacionalismo como el centralismo a fin de evitar que el Estado caiga en las manos de déspotas. Ese nuevo contenido, de carácter cristiano, reafirma no solo el bien común sino el valor irreemplazable de la libertad de los individuos y el valor de las comunidades diversas que se integran en una nación, adquiriendo así el sentido moderno -nuevo Rechtsstaat o Sozialrechtsstaat- del término (ver rechtsstaat) En conjunto con las concepciones económicas de personajes tales como Franz Böhm, Walter Eucken y -principalmente- Alfred Müller-Armack, dan finalmente origen al proyecto de la Unión Demócrata Cristiana de Alemania que llega a ser llamado Economía Social de Mercado.

## Rasgos fundamentales
Dado su origen e influencias ideológicas, este proyecto de "liberalismo ordenado o controlado" es, por principio, opuesto a concepciones socialistas o colectivistas. Por ejemplo, uno de los principales promotores de la Economía Social de Mercado, Ludwig Erhard dijo: 

Nosotros rechazamos el Estado benefactor de carácter socialista, y la protección total y general del ciudadano, no solamente porque esta tutela, al parecer tan bien intencionada, crea unas dependencias tales que a la postre sólo produce súbditos, pero forzosamente tiene que matar la libre mentalidad del ciudadano, sino también porque esta especie de auto-enajenación, es decir, la renuncia a la responsabilidad humana, debe llevar, con la paralización de la voluntad individual de rendimiento, a un descenso del rendimiento económico del pueblo.

A diferencia con el estado del bienestar, el Estado social de derecho no busca avanzar hacia el socialismo; no intenta transformar al Estado en propietario de los medios de producción ni se ve como promotor de igualdad social en un sentido amplio. Sus principales objetivos son, por un lado, dar un marco regulatorio al capitalismo a fin de asegurar que las reglas de la Competencia (economía) realmente se implementen (se implementen "funcionalmente, en el lenguaje de la escuela) y, segundo, que los beneficios de la actividad económica se extiendan a la sociedad entera en relación con los esfuerzos personales pero evitando extremos de privación o injusticias. Lo anterior se concreta a través de la acción reformista del Estado.
Lo anterior da origen, por supuesto, a tensiones o contradicciones en el proyecto. Desde el punto de vista del proyecto, esas tensiones se deben resolver institucionalmente, a través del ordenamiento jurídico de un país. En relación con esto, el Estado social de derecho reconoce el derecho legítimo no solo de los individuos sino también de grupos o sectores que actúan en representación de clases (por ejemplo, sindicatos, colegios profesionales, agrupaciones empresariales) o sectores sociales (desde juntas de vecinos a agrupaciones regionales) a actuar y tener acceso a niveles de decisión político-administrativos, manteniendo al mismo tiempo que el Estado como tal debe estar por encima de esas divisiones, actuando no solo como buen juez, sino al mismo tiempo tomando acciones activas a fin de asegurar tanto la participación general como el mantenimiento de la legalidad e intereses comunes.
Lo anterior da origen a los siguientes ejes temáticos:
- Igualdad versus libertad. Tanto la libertad como la igualdad son generalmente consideradas como un derecho fundamental, como principios que el estado debe defender y promover. Sin embargo, estos principios a veces entran en contradicción. Por ejemplo, desde los tiempos de John Stuart Mill y Kant mismo se acepta que la libertad o bien común demanda una cierta limitación de la libertad de los individuos. La problemática en este sector es buscar un equilibrio que de un resultado óptimo pero al mismo tiempo mantenga la legitimidad política del Estado frente a todos los ciudadanos.
- El estado gestor, mánager. El modelo de Estado social es un modelo gestor, de un estado activamente intervencionista. Pero al mismo tiempo un estado que no busca llegar ser un estado controlador. Cuando aparece el Estado social moderno encuentra por un extremo el Estado liberal y por el otro el modelo comunista. El estado social tiende a posicionarse en el Centro político, aceptando en general el liberalismo económico, afirma que hay un área de acción legitima que corresponde al Estado: la de establecer los mecanismos financieros básicos (emisión del dinero, control de tasas de interés, etc), acción directa (pero no necesariamente como propietario) en ciertas áreas de interés común (tales como redes de transporte, provisión de energía, provisión de "derechos sociales", etc) y supervisión del funcionamiento de empresas privadas y economía en general. Dentro de estas premisas el Estado organizará la actividad económica, planificando y participando en determinados sectores.
- Derechos sociales. Son aquellos que tienen que ver con la protección de los más desfavorecidos, son derechos que obligan al Estado a actuar. Entre ellos citaremos el derecho a la educación, el derecho a la salud, la seguridad social, el derecho a la vivienda, etc. Se incluye aquí el derecho de participación social y participación política, implementado, por ejemplo, para los trabajadores a través de sus sindicatos nacionales.
- La teoría de la Procura Existencial de Forsthoff. Por la cual el Estado debe proporcionar sino a todos, a una mayoría el mayor grado de bienestar posible respecto a aquellas necesidades que el individuo no pueda proporcionarse por sí mismo. Según Eduardo García de Enterría,[cita requerida] el Estado debe de encauzar adecuadamente la tarea de la asistencia vital, asegurando las bases materiales de la existencia individual y colectiva. El ciudadano debe poder obtener de los poderes públicos, todo aquello que siéndole necesario para subsistir dignamente, quede fuera de su alcance.
- Principio democrático. Respeta los principios democráticos de las Democracias Liberales pero los completa con un movimiento hacia el parlamentarismo, la Democracia social y la democracia deliberativa. Surge así un concepto particular de "participación económica", que consiste en la creación de una cámara esporádica especializada en cuestiones económicas; esto se quedará más en un intento que en algo práctico de verdad. Nace también el principio de la democracia empresarial por la que se abren vías de participación a los trabajadores en el seno de las empresas.

## Críticas
Es importante, en relación con una tentativa de crítica, mantener presente que el Estado social es un principio, es decir, algo que, por un lado no es fácil definir concretamente y por el otro, es diferente de la manera que se lo ha aplicado en forma concreta. Algunos denotan esta diferencia clasificándolos en «instrumentales» (aquellos comportamientos alternativos mediante los cuales conseguimos los fines deseados) y «terminales» (los estados finales o metas en la vida que al individuo le gustaría conseguir). Simplificando una materia que es compleja, se puede decir que el Estado social es el principio que busca implementar a nivel social, a través de una función del Estado o Gobierno, la solidaridad o justicia social. 
La crítica liberal hacia el Estado social argumenta que, más allá de un acto de pillaje social («el acuerdo de una mayoría sobre el reparto de los despojos que está a su alcance extorsionar a una minoría»), no hay tal cosa como justicia social, que es un concepto vacío de contenido. Friedrich von Hayek, por ejemplo, menciona:

«Descubrir el significado de lo que llaman «justicia social» ha constituido una de mis grandes preocupaciones durante más de diez años. Confieso mi fracaso en el empeño, o, más bien, mi conclusión de que, referida a una sociedad de hombres libres, la expresión carece de sentido. Pero sigue siendo del mayor interés averiguar por qué razón, y pese a todo, ese concepto ha dominado el debate político durante cerca de un siglo y ha sido utilizado con éxito en todas partes para respaldar las pretensiones de ciertos grupos a una porción mayor de las cosas buenas de la vida.»

Adicionalmente, y debido a esa presumida falta de contenido, la implementación de los objetivos del Estado social ha llevado, de acuerdo a esta visión, a la implementación de medidas que, buscando la igualdad económica, han, inevitablemente, lesionado la sociedad libre. Los mecanismos de planificación necesitados por esa tentativa llevan a la usurpación de bienes y derechos que legítimamente pertenecen a los individuos, (además de crecientes niveles de ineficiencia. Véase, por ejemplo: debate sobre el cálculo económico en el socialismo) lo que inevitablemente llevará a la destrucción tanto de la libertad individual como de la democracia a nivel social (Camino de servidumbre). Por tanto, desde este punto de vista, solo hay dos alternativas: mercado totalmente libre o control estatal absoluto. Por ejemplo, Ludwig von Mises, afirma:

«Simplemente no hay otra opción que esta: o abstenerse de interferir en el libre juego del mercado, o delegar el manejo completo de la producción y distribución al Gobierno. O capitalismo o socialismo: no hay un camino intermedio»

Sin embargo, se puede argumentar en contra que la crítica austriaca al Estado social parte de un doble equívoco: la confusión del Estado social como principio orientador de acción política con su expresión concreta en algunos casos específicos. Y segundo, la de esos proyectos en uno solo: el socialismo estatista (ver antiestatismo). Así, tanto la Economía social de mercado de la democracia cristiana como el estado del bienestar de la socialdemocracia y del liberalismo progresista, la dictadura del proletariado del comunismo, el dirigismo del conservadurismo francés, la economía del estado fascista de Mussolini y Hitler (ver Economía política de los nazis ) o incluso propuestas "técnicas" (por ejemplo: la Economía del bienestar) llegan a ser simplemente expresiones del "estatismo". Reconociendo eso, Mishra afirma que encuentra "en la postura neoliberal una clara tendencia a exagerar y generalizar las críticas sobre las bases de evidencias insuficientes. Claus Offe, por su parte, alega que:

es mi pretensión que los dos argumentos clave del análisis liberal-conservador son válidos en amplia medida, al revés de lo que a menudo argumentan críticos de la izquierda. El principal defecto que veo en este análisis se relaciona menos con sus afirmaciones explicitas que con aquello que omite considerar

 Martínez de Pisón, estando de acuerdo con ambos autores citados, agrega que "la crítica neoliberal carece de imaginación"
Sin embargo, y a fin de evitar equívocos es necesario aclarar que esos autores reconocen que la aplicación del principio del Estado social ha llevado en ocasiones a instancias autoritarias, por ejemplo, y a fin de evitar controversias, en el estado bismarckiano. Sin embargo sugieren que no es muy apropiado confundir esos estados con los de los países que en la actualidad usan el término para describir sus objetivos sociales o de gobierno (Alemania, Austria, Suiza, posiblemente España) En esos, el principio de la justicia social se ve como esencial para, precisamente. salvaguardar esa libertad y democracia. El sitio internet de la Fundación Conrad Adenauer, por ejemplo, afirma: "Nuestro trabajo se fundamenta en la convicción de que la democracia, el Estado de Derecho y una política a favor de la garantía efectiva de los derechos humanos son condiciones indispensables para el desarrollo sostenible en cualquier país del mundo". Martínez de Pisón sugiere que no es posible desconocer el paso de la historia, pero así como no se puede negar el absolutismo que los partidarios -reales o putativos- del Estado social han en ocasiones impuesto, tampoco es posible desconocer los resultados de un mercado totalmente libre, incluyendo su incapacidad para evitar Crisis cíclicas y el resultado tanto social como político de tales crisis. (ver obra citada). Jeffrey D. Sachs concluye: "Von Hayek estaba equivocado. En las democracias sólidas y vigorosas, un Estado social de bienestar generoso no es un camino a la servidumbre sino a la justicia, la igualdad económica y la competitividad internacional."
Desde el punto de vista izquierdista, tanto del liberalismo progresista como del socialismo libertario (ver Bertrand Russell) o el consejismo (ver por ejemplo, Anton Pannekoek), el Estado social busca evitar el traspaso de poderes al pueblo o comunidad, reemplazando la toma de decisiones a nivel local con las basadas en consideraciones legales o técnicas exclusivas de un grupo reducido de burócratas gobernantes. En ese sentido, es antidemocrático o antiigualitario por naturaleza.
Desde un punto de vista marxista el criticismo es más complejo. Para esa visión, el Estado social es simplemente el componente ideológico (político-legal) que justifica el dominio de una clase social sobre otras y la sociedad en su conjunto. Esa situación se debe, últimamente, a una característica de la realidad social: la existencia de clases sociales y concomitantes promoción de sus intereses. Es absolutamente utópico y erróneo -desde este punto de vista- proponer la solución a tal problema a través de una legalidad que supuestamente podría estar por sobre tales intereses, en la medida que todo sistema legal solo puede ser el resultado -a nivel ideológico-administrativo- de tal la dominación. Esta situación puede ser considerada injusta o antidemocrática, pero al mismo tiempo, perdurara mientras las clases sociales existan. 
La solución de largo plazo es, entonces, poner el Estado al servicio de esa clase cuya existencia sea tal que ella misma busque eliminarse como tal. Eso se concreta en el proletariado, es decir, en aquellos cuya existencia implica que son explotados -ya sea por otros, por el estado o incluso por ellos mismos- Esa situación no será menos injusta en términos generales, pero significa que el poder de decisión estará en manos de quienes tienen un interés en terminar con la situación en lugar de quienes se benefician de la perpetuación del sistema. En otras palabras, en la instauración de una dictadura del proletariado que llevara a la abolición del Estado como mecanismo de control opresivo.
Sin embargo, la suposición que tal estado proletario será el instrumento del progreso a la abolición del estado (o hacia el socialismo) parece ser rechazada por Marx: "Pero en lo que concierne a las actuales cooperativas, sólo tienen valor en la medida que son creaciones independientes de los trabajadores y no protegidas por el estado o por la burguesía" (Crítica al programa de Gotha): "Esta es una clásica exposición del significado de la palabra independiente como la piedra de toque del socialismo desde abajo contra el socialismo de Estado. Esto ha llevado a algunos autores a sugerir que, a pesar de ser brillantes, los escritos de Marx "dejan muchas cuestiones de organización sin respuesta. (...) Marx sugiere que una alternativa no autoritaria, incluso libertaria a la social-democracia y el socialismo de estado es posible, pero falla en delinear su esquema institucional"